# 10867 Ліма
10867 Ліма (10867 Lima) — астероїд головного поясу, відкритий 14 липня 1996 року.
Тіссеранів параметр щодо Юпітера — 3,384.